# Macedonia (Illinois)
Macedonia és una població dels Estats Units a l'estat d'Illinois. Segons el cens del 2000 tenia 51 habitants.

## Demografia
Segons el cens del 2000, Macedonia tenia 51 habitants, 17 habitatges, i 14 famílies. La densitat de població era de 72,9 habitants/km².
Dels 17 habitatges en un 29,4% hi vivien nens de menys de 18 anys, en un 70,6% hi vivien parelles casades, en un 11,8% dones solteres, i en un 11,8% no eren unitats familiars. En l'11,8% dels habitatges hi vivien persones soles el 5,9% de les quals corresponia a persones de 65 anys o més que vivien soles. El nombre mitjà de persones vivint en cada habitatge era de 3 i el nombre mitjà de persones que vivien en cada família era de 3,27.
Per edats la població es repartia de la següent manera: un 31,4% tenia menys de 18 anys, un 5,9% entre 18 i 24, un 21,6% entre 25 i 44, un 31,4% de 45 a 60 i un 9,8% 65 anys o més.
L'edat mediana era de 40 anys. Per cada 100 dones de 18 o més anys hi havia 118,8 homes.
La renda mediana per habitatge era de 24.375 $ i la renda mediana per família de 60.000 $. Els homes tenien una renda mediana de 22.500 $ mentre que les dones 18.750 $. La renda per capita de la població era d'11.465 $. Aproximadament el 7,1% de les famílies i el 23,6% de la població estaven per davall del llindar de pobresa.

## Poblacions més properes
El següent diagrama mostra les poblacions més properes.